# Isla Laughery
Isla Laughery (en inglés: Laughery Island) también llamada «Laughery's Island», es una isla de propiedad privada aluvial en el río Ohio en el condado de Boone, en el estado de Kentucky. La isla lleva el nombre de Archibald Lochry, el líder de un grupo milicianos de Pensilvania que fueron atacados cerca de la isla por los nativos americanos en 1781 durante la Guerra de Independencia, una batalla conocida como la derrota de Lochry.